# Icona
|  | Per a altres significats, vegeu «Icona (desambiguació)». |

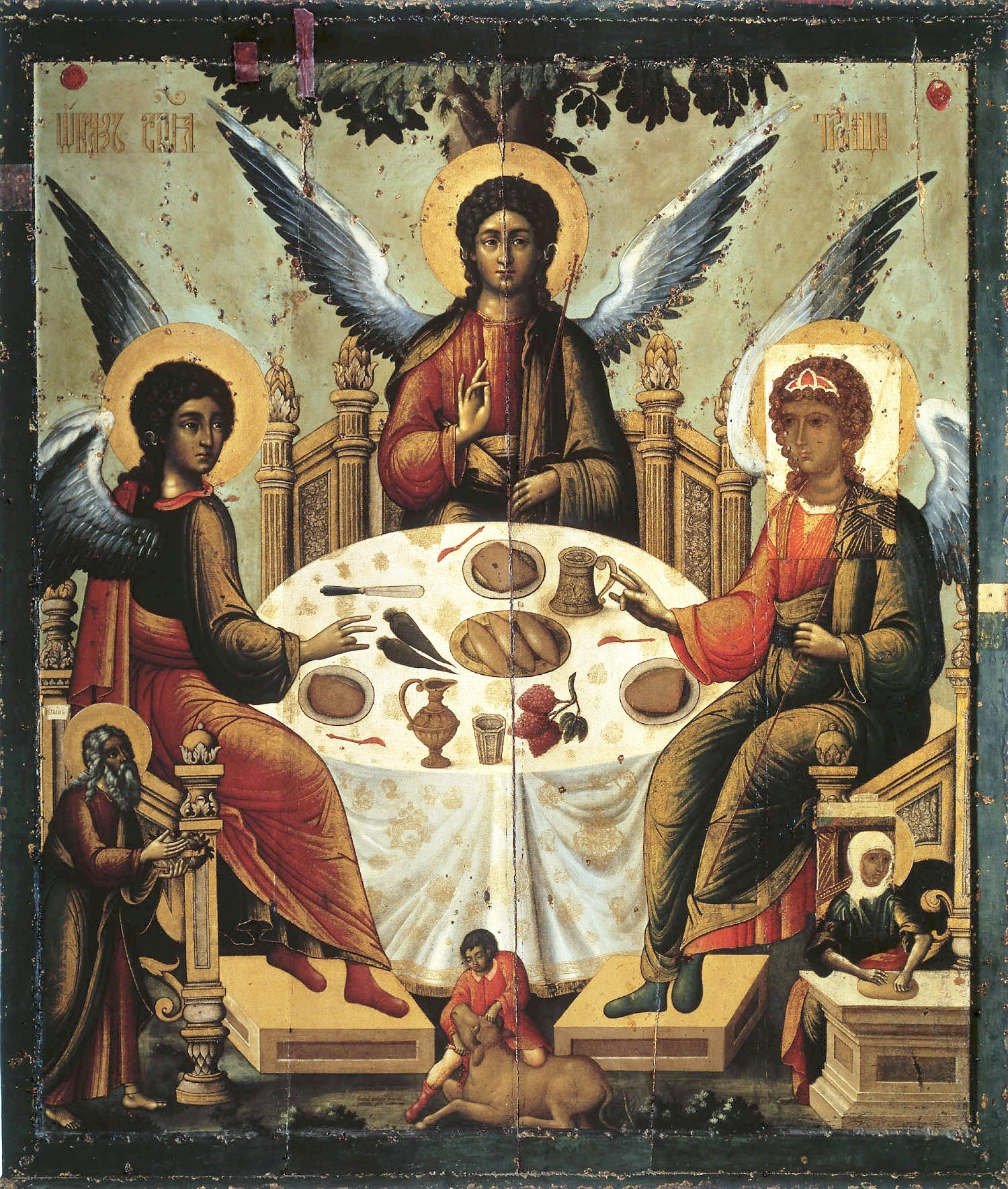
Icona russa de la Santíssima Trinitat

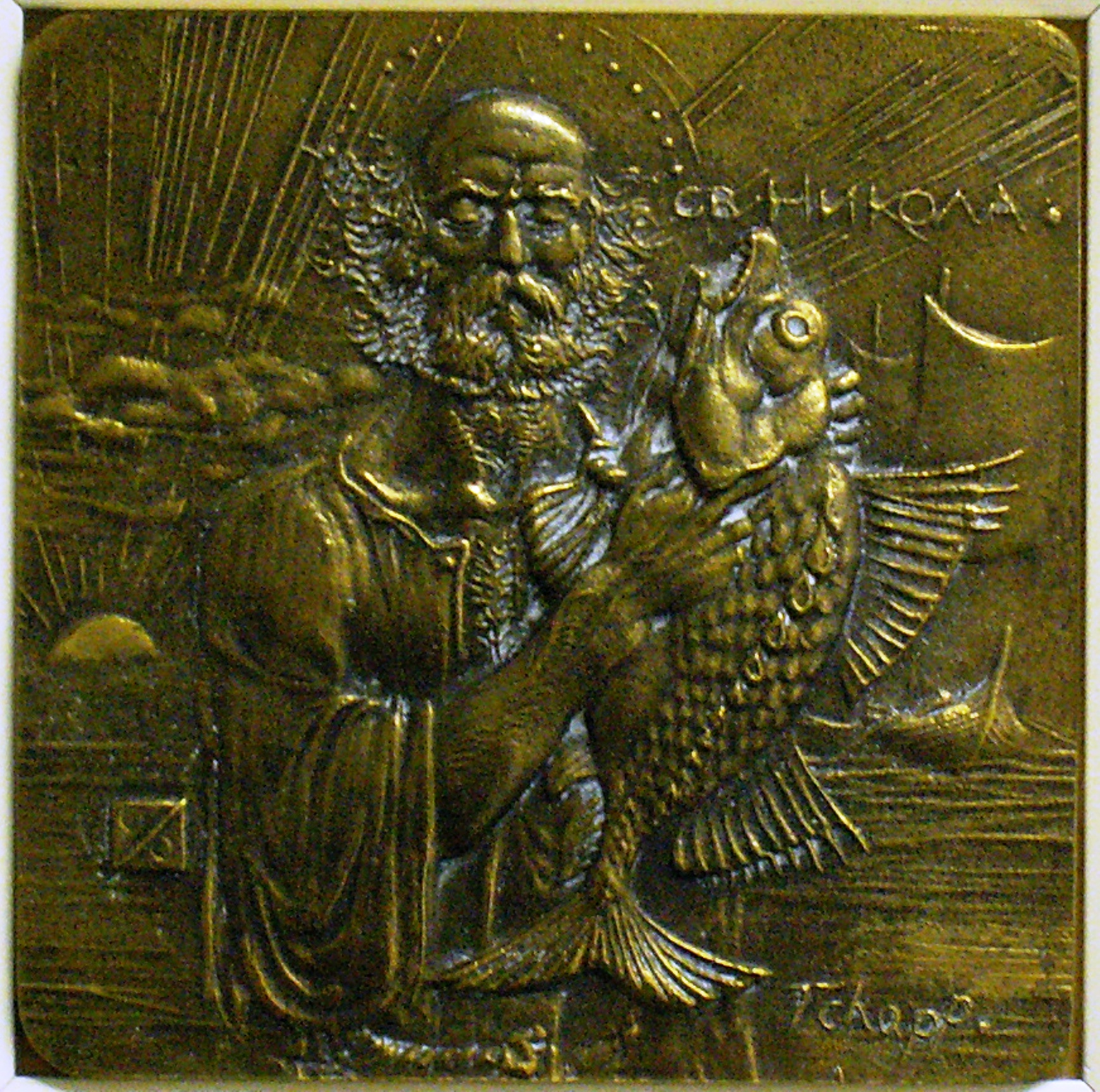
Moderna icona de metall de sant Nicolau, de l'artista búlgar Georgi Chapkanov (Gilbert House, Port Stanley, illes Malvines).

Una icona (del grec clàssic εἰκών, ikon, que volia dir 'imatge', mitjançant el rus икона, ikona amb el mateix significat que l'actual) és una obra d'art religiosa, sovint una pintura, pròpia de les cultures de les esglésies ortodoxa oriental i catòlica. No són simplement obres d'art; «una icona és una imatge sagrada utilitzada en la devoció religiosa». Els temes més habituals inclouen Crist, Maria, sants i àngels. Encara que s'associa especialment a imatges d'estil retrat que es concentren en una o dues figures principals, el terme també cobreix la majoria de les imatges religioses en una varietat de mitjans artístics produïts pel cristianisme oriental, incloses escenes narratives, generalment de la Bíblia o de la vida dels sants.
Les icones es pinten sovint sobre panells de fusta amb tremp, però també poden ser foses en metall, tallades en pedra, brodades sobre tela, fetes en mosaic, frescos, impreses en paper o metall, entre d'altres. Les imatges comparables del cristianisme occidental poden ser classificades com a «icones», encara que «icònic» també es pot utilitzar per descriure l'estil estàtic d'una imatge devocional. En llengua grega, el terme per a la pintura d'icones utilitza la mateixa paraula que per a «escriptura», i les fonts ortodoxes sovint la tradueixen com a «escriptura d'icones».
La tradició ortodoxa oriental sosté que la producció d'imatges cristianes es remunta als primers temps del cristianisme, i que ha estat una tradició contínua des de llavors. La història de l'art acadèmica moderna considera que, tot i que les imatges poden haver existit abans, la tradició només es remunta al segle iii i que les imatges que sobreviuen de l'art paleocristià sovint difereixen molt de les posteriors. Les icones dels segles posteriors es poden vincular, sovint estretament, a imatges del segle V en endavant, encara que molt poques d'aquestes sobreviuen. La destrucció generalitzada d'imatges es va produir durant l'⁣iconoclàstia romana d'Orient de 726–842, tot i que això va resoldre permanentment la qüestió de l'adequació de les imatges. Des de llavors, les icones han tingut una gran continuïtat d'estil i de tema, molt més gran que en les icones de l'⁣església occidental. Al mateix temps hi ha hagut canvis i desenvolupament.

## Història

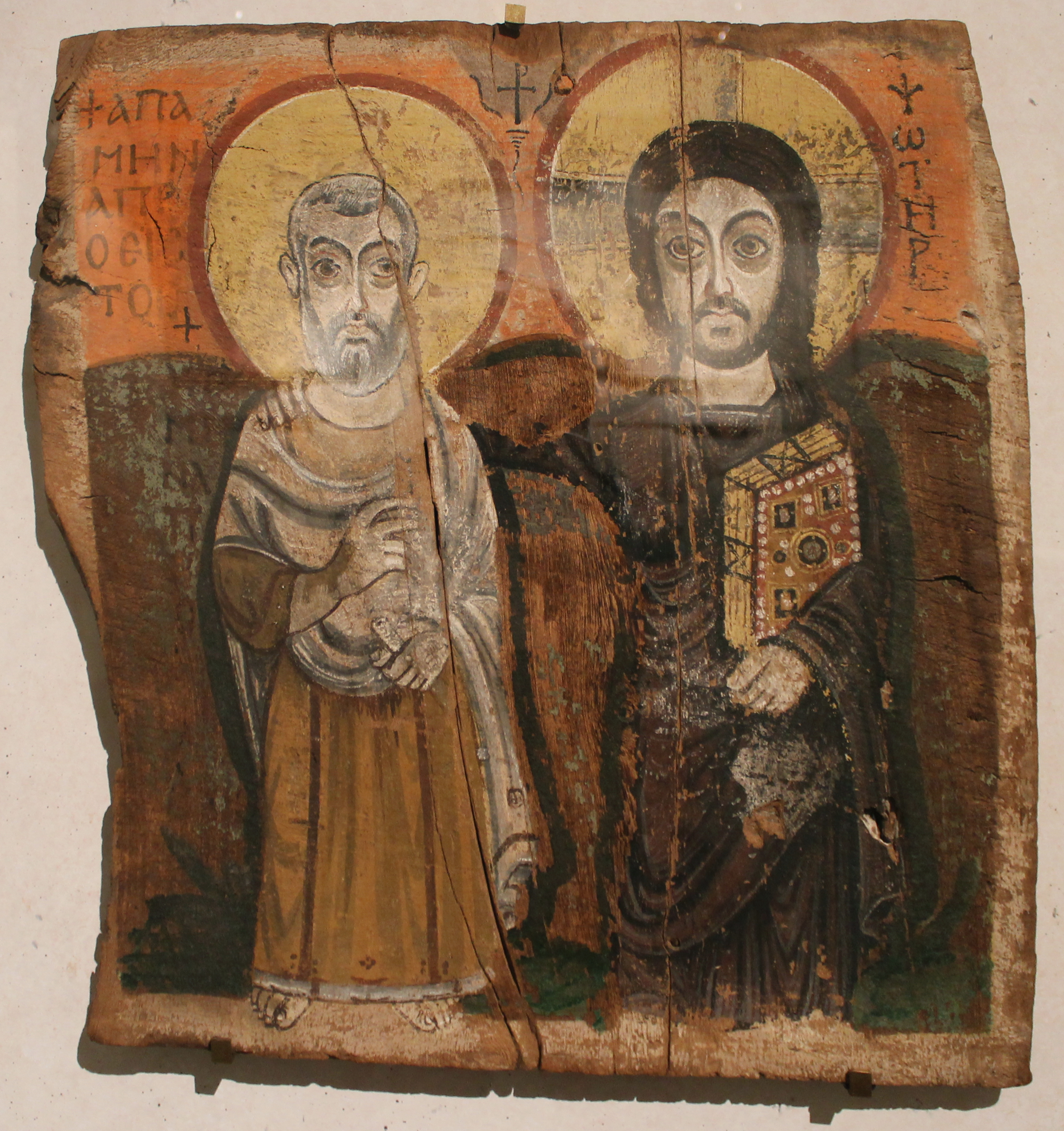
Crist i Sant Menas, icona copta d'Egipte del segle VI (Musée du Louvre).

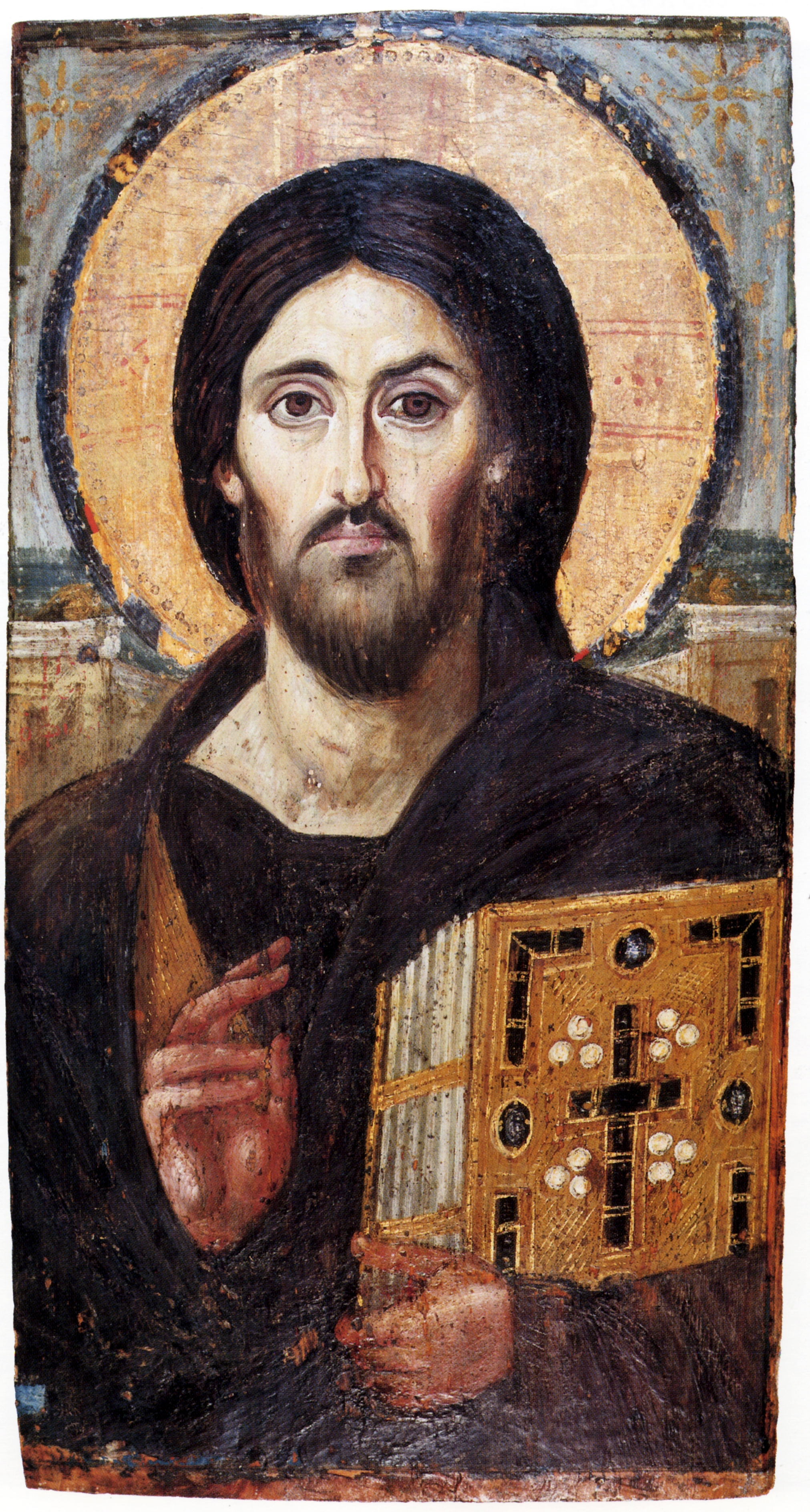
La icona més antiga que es conserva de Crist Pantocràtor, encàustica sobre panell, c. Segle VI (Monestir de Santa Caterina, Mont Sinaí).

### Orígens
Estàtues i pintures de diversos déus i deïtats eren venerades i venerades regularment per les religions precristianes. No és clar quan els cristians van començar-ho a fer. La tradició cristiana que data del segle VIII identifica l'evangelista Lluc com el primer pintor d'icones.
Els primers cristians no eren anicònics, no es van oposar a la imatgeria religiosa tant en la teoria com en la pràctica fins al voltant de l'any 200, segons ha investigat Paul Corby Finney a partir de l'estudi de l'escriptura i les restes materials cristianes primitives (1994). «En general, l'aversió d'Israel a les imatges sagrades va influir en el cristianisme primerenc molt menys que la tradició filosòfica grega de la deïtat invisible definida apofàticament».
«Les raons de la no aparició de l'art cristià abans del 200 no tenen res a veure amb l'aversió de principis a l'art, amb l'altre món o amb l'antimaterialisme», segons Finney. «La veritat és senzilla i mundana: els cristians no tenien terra ni capital. L'art requereix les dues coses. Tan bon punt van començar a adquirir terra i capital, els cristians van començar a experimentar amb les seves pròpies formes d'art distintives», assegura.
Després que l'emperador Constantí I va estendre la tolerància oficial del cristianisme dins de l'Imperi Romà l'any 313, un gran nombre de pagans es van convertir. Aquest període de la historiografia de la cristianització de l'Imperi Romà probablement va veure que l'ús d'imatges cristianes es va estendre molt entre els fidels, encara que amb grans diferències amb els hàbits pagans. Robin Lane Fox afirma que «a principis del segle v, sabem de la propietat d'icones privades de sants; per c. 480–500, podem estar segurs que l'interior del santuari d'un sant estaria adornat amb imatges i retrats votius, una pràctica que probablement havia començat abans».
Després de l'adopció del cristianisme com l'única religió estatal romana admissible sota Teodosi I, l'art cristià va començar a canviar no només en qualitat i sofisticació, sinó també en naturalesa. Això es degué en gran part al fet que els cristians eren lliures per primera vegada per expressar la seva fe obertament sense persecució de l'estat, a més que la fe s'estenia als segments no pobres de la societat. Van començar a aparèixer pintures de màrtirs i les seves gestes, i els primers escriptors van comentar el seu efecte realista.

### Període iconoclasta

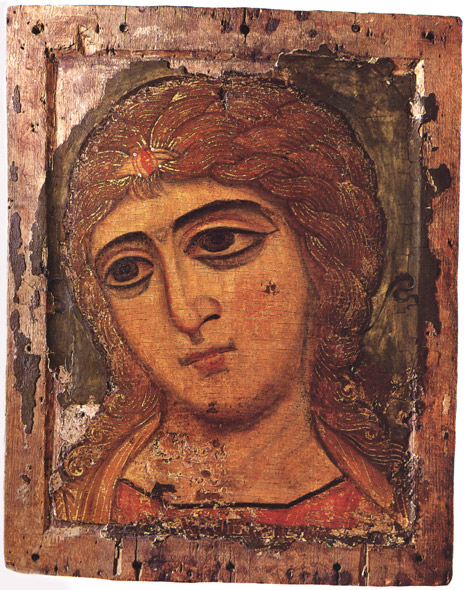
Icona del segle XII de l'arcàngel Gabriel de Nóvgorod, anomenada L'àngel dels cabells daurats, actualment exposada al Museu Estatal de Rússia.

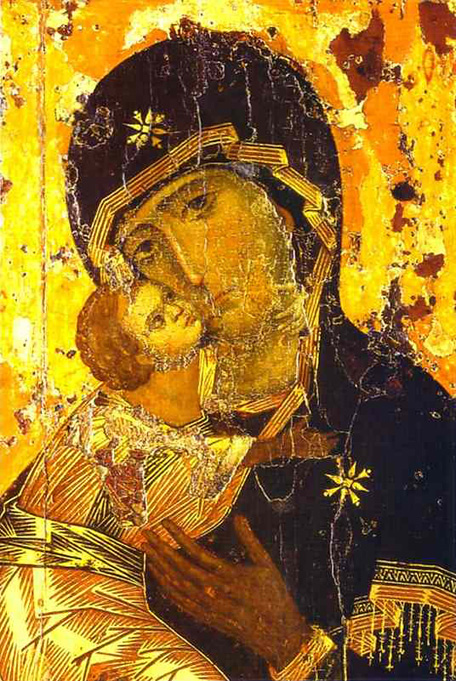
La icona " Theotokos of Vladimir " (segle XII) és un símbol de Rússia

Hi va haver una oposició contínua a les imatges i al seu mal ús dins del cristianisme des de temps molt primerencs. "Sempre que les imatges amenaçaven de guanyar una influència indeguda dins de l'església, els teòlegs han intentat desposseir-les del seu poder". A més, «no hi ha cap segle entre el quart i el vuitè en el qual no hi hagi proves d'oposició a les imatges fins i tot dins de l'Església». No obstant això, el fervor popular per les icones va garantir la seva continuïtat, mentre que encara no existia cap apologia sistemàtica a favor o en contra de les icones, ni autorització doctrinal o condemna.
L'ús de les icones va ser seriosament desafiat per l'autoritat imperial romana d'Orient al segle VIII. Tot i que en aquest moment l'oposició a les imatges estava fortament arrelada en el judaisme i l'islam, l'atribució de l'impuls cap a un moviment iconoclasta a l'ortodòxia oriental als musulmans o als jueus «sembla haver estat molt exagerada, tant pels contemporanis com pels estudiosos moderns».
Encara que era significativa en la història de la doctrina religiosa, la controvèrsia romana d'Orient sobre les imatges no es considera d'importància primordial en la història romana d'Orient; «hi ha pocs historiadors que considerin que va ser el tema més important de l'època», segons Patricia Karlin.
El període iconoclasta va començar quan l'emperador Lleó III l'Isaurià va prohibir les imatges entre els anys 726 i 730. Sota el seu fill Constantí V, es va celebrar un concili que prohibia la veneració d'imatges a Hieria, prop de Constantinoble, l'any 754. La veneració de les imatges va ser restablerta posteriorment per l'emperadriu regent Irene, sota la qual es va celebrar un altre concili revocant les decisions de l'anterior concili iconoclasta i prenent el seu títol de Setè Concili ecumènic. El concili va anatemitzar tots els que mantenien la iconoclàstia, és a dir, els que sostenien que la veneració de les imatges constitueix idolatria. Aleshores, Lleó V va tornar a fer complir la prohibició l'any 815. Finalment, la veneració de les icones va ser decididament restaurada per l'emperadriu regent Teodora l'any 843 al Concili de Constantinoble.
A partir d'aleshores totes les monedes romanes d'Orient tenien una imatge o símbol religiós al revers, normalment una imatge de Crist per a confessions més grans, amb el cap de l'emperador a l'anvers, reforçant el vincle de l'estat i l'ordre diví.

## Acheiropoieta
La tradició de acheiropoieta (ἀχειροποίητα, literalment "no fet a mà") es refereix a icones que se suposa que han aparegut miraculosament, no per un pintor humà. Aquestes imatges funcionaven com a poderoses relíquies i també com a icones, i les seves imatges eren naturalment considerades com a autoritzades de manera natural i sobretot a causa de la reticència a acceptar meres produccions humanes com a material diví, un lloc comú de depreciació cristiana dels " ídols " creats per l'home. Com les icones que es creu pintades directament a partir del tema en viu, per tant actuaven com a referents importants per a altres imatges de la tradició. Al costat de la llegenda desenvolupada del mandylion o Imatge d'Edessa hi havia la història del vel de la Verònica, el mateix nom del qual significa "icona vertadera" o "imatge veritable".

## Evolucions estilístiques

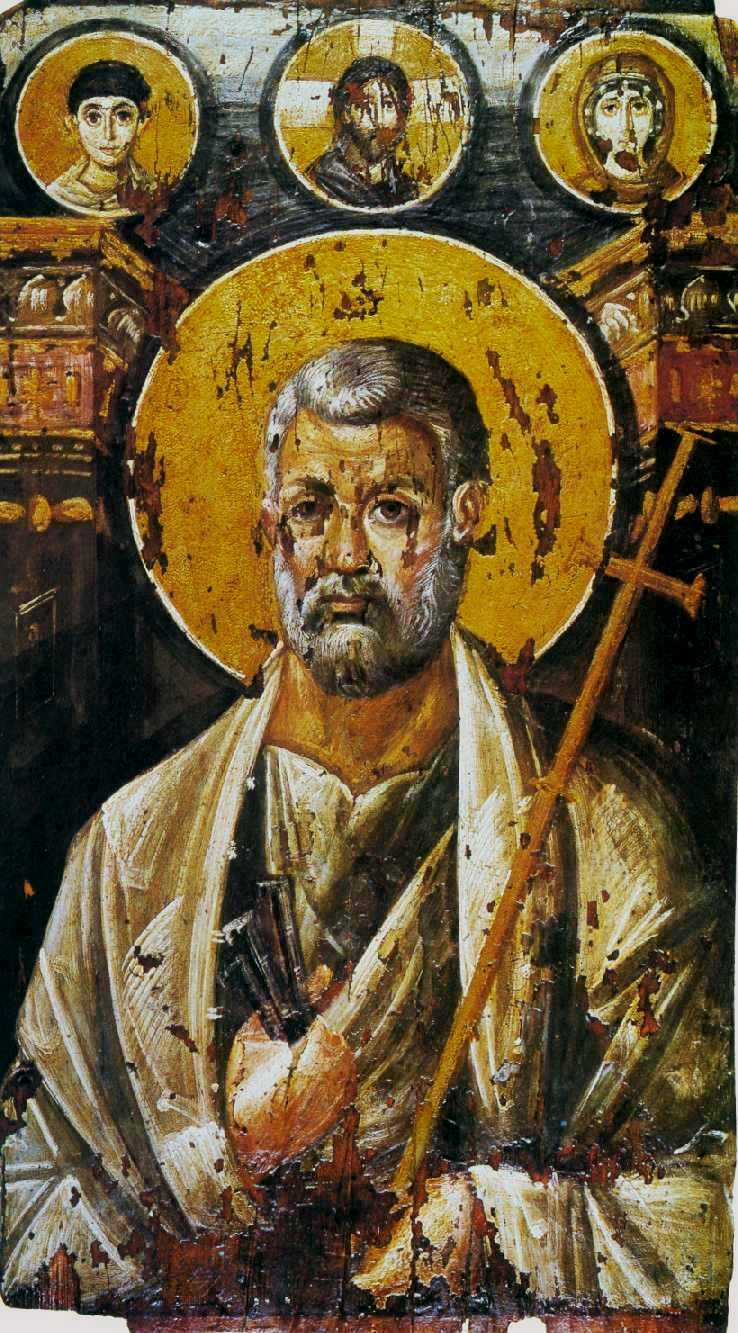
Sant Pere en un encàustica sobre panell, c. Segle VI (Monestir de Santa Caterina).

Tot i que hi ha registres anteriors del seu ús, no hi ha cap icona de pintura sobre taula anterior a les poques del segle VI conservades al monestir ortodox grec de Santa Caterina a Egipte, ja que els altres exemples a Roma han estat dràsticament sobrepintats. Per tant, l'evidència supervivent de les primeres representacions de Crist, Maria i sants prové de pintures murals, mosaics i algunes talles. Són realistes en aparença, en contrast amb l'estilització posterior. Són àmpliament semblants en estil, encara que sovint de qualitat molt superior, als retrats de mòmies fets amb cera (encàustica) i trobats a El Faium a Egipte.
Com es pot jutjar a partir d'aquests elements, les primeres representacions de Jesús eren genèriques, més que imatges retratades, que generalment el representaven com un jove imberbe. Va passar un temps abans que els primers exemples de la cara amb cabells llargs i barbuts que després s'hauria de normalitzar a mesura que aparegués la imatge de Jesús. Quan van començar a aparèixer encara hi havia variacions. Agustí d'Hipona (354–430) va dir que ningú no coneixia l'aparició de Jesús ni la de Maria. Tanmateix, Agustí no era resident de Terra Santa i, per tant, no estava familiaritzat amb les poblacions locals i les seves tradicions orals. A poc a poc, les pintures de Jesús van agafar característiques de les imatges retratades.
En aquesta època la manera de representar Jesús encara no era uniforme, i hi va haver una certa controvèrsia sobre quina de les dues icones més comunes s'havia d'afavorir. La primera forma o "semítica" mostrava Jesús amb els cabells curts; el segon mostrava un Jesús barbut amb els cabells separats al mig, la manera com es representava el déu Zeus. Theodorus Lector va remarcar que dels dos, el de cabell curt i encrespat era "més autèntic". Per recolzar la seva afirmació, relata una història (extreta per Joan de Damasc) segons la qual un pagà encarregat de pintar una imatge de Jesús va utilitzar la forma "Zeus" en comptes de la forma "semítica", i que com a càstig se li van marcir les mans.
Tot i que el seu desenvolupament va ser gradual, és possible datar l'aparença en tota regla i l'acceptació general eclesiàstica (en contraposició a simplement popular o local) de les imatges cristianes com a objectes venerats i miracles al segle vi quan, com escriu Hans Belting, «primer s'utilitzen les imatges religioses per part de l'església». «A mesura que arribem a la segona meitat del segle vi, trobem que les imatges atreuen la veneració directa i a algunes se'ls atribueix la realització de miracles". Cyril Mango escriu, que «en el període del post-Justinianisme, la icona assumeix un paper cada cop més gran en la devoció popular, i hi ha una proliferació d'històries de miracles relacionades amb icones, algunes de les quals força impactants als nostres ulls». No obstant això, les referències anteriors d'Eusebi i Ireneu indiquen la veneració de les imatges i van informar de miracles associats amb elles ja al segle II.

## Ús religiós actual en la religió cristiana ortodoxa
En la religió cristiana ortodoxa, les icones són sagrades i és habitual veure fidels efectuar gestos de devoció en honor de les icones. Per a aquesta confessió, és tan important venerar la icona com escoltar la paraula o llegir els escrits. Actualment, els cristians catòlics utilitzen la icona en la litúrgia sense donar-li la mateixa riquesa en l'ús que en fan els cristians ortodoxos.
Dins les esglésies d'aquesta confessió religiosa, les icones es troben escampades per tot l'edifici i, sobretot, es troben reunides en la iconòstasi, el mur que separa la nau del presbiteri.